# 尼泰罗伊
尼泰罗伊（葡萄牙語發音：[niteˈɾɔj]）是位于巴西东南部里约热内卢州大西洋畔的一座城市，人口约48万（2006年），面积129,375km²。